# Gehenna

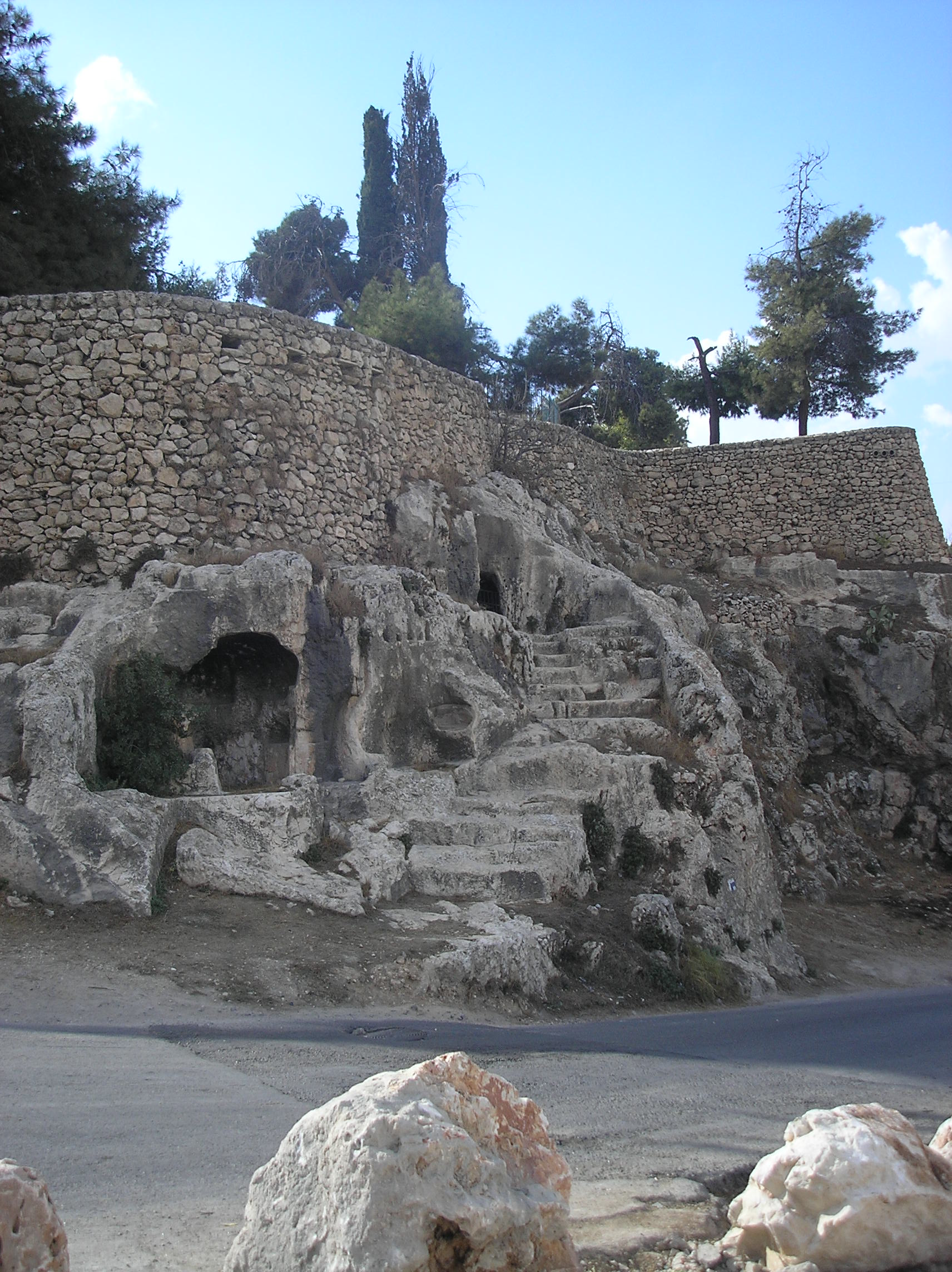
Tombes a la Vall d'Hinnom o Gehenna

El terme gehenna (de l'hebreu: גי-הנם, Gue-Hinnom‎ o גי בן הנם, Gue ben Hinnom, literalment ‘Vall d'Hinnom’ o ‘Vall del fill d'Hinnom’; grec antic: ΓεέναΓ; llatí: Gehenna) és un terme que es fa servir com a sinònim de l'infern, tant en el cristianisme com en l'islam. Es troba per primera vegada en les seves dues versions, tant de Gue-Hinnom com de Gue ben Hinnom, al Llibre de Josuè, 18:16, com a part de la frontera entre les tribus de Judea i de Benjamí. La traducció del nom a la Septuaginta és Γαίεννα (pronunciat Guéenna).
La ciutat antiga de Jerusalem limita a la part occidental i sud amb la Vall d'Hinnom i a l'est per la de Josafat. Sembla que, en temps del rei Josies, la Vall d'Hinnom era el lloc on es practicaven els sacrificis humans de Moloc, que havien introduït els ritus pagans dels fenicis i cananeus. El profeta Jeremies (7:31; 19:5) condemna aquesta pràctica que es feia a la Vall d'Hinnom.

## Galeria

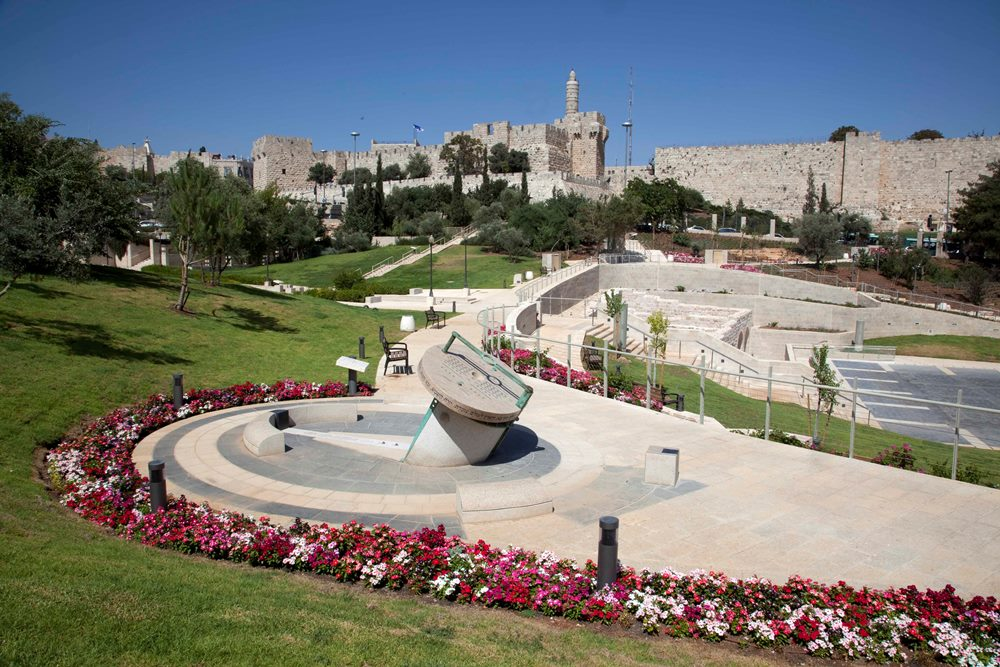
Teddy Park (Jerusalem)
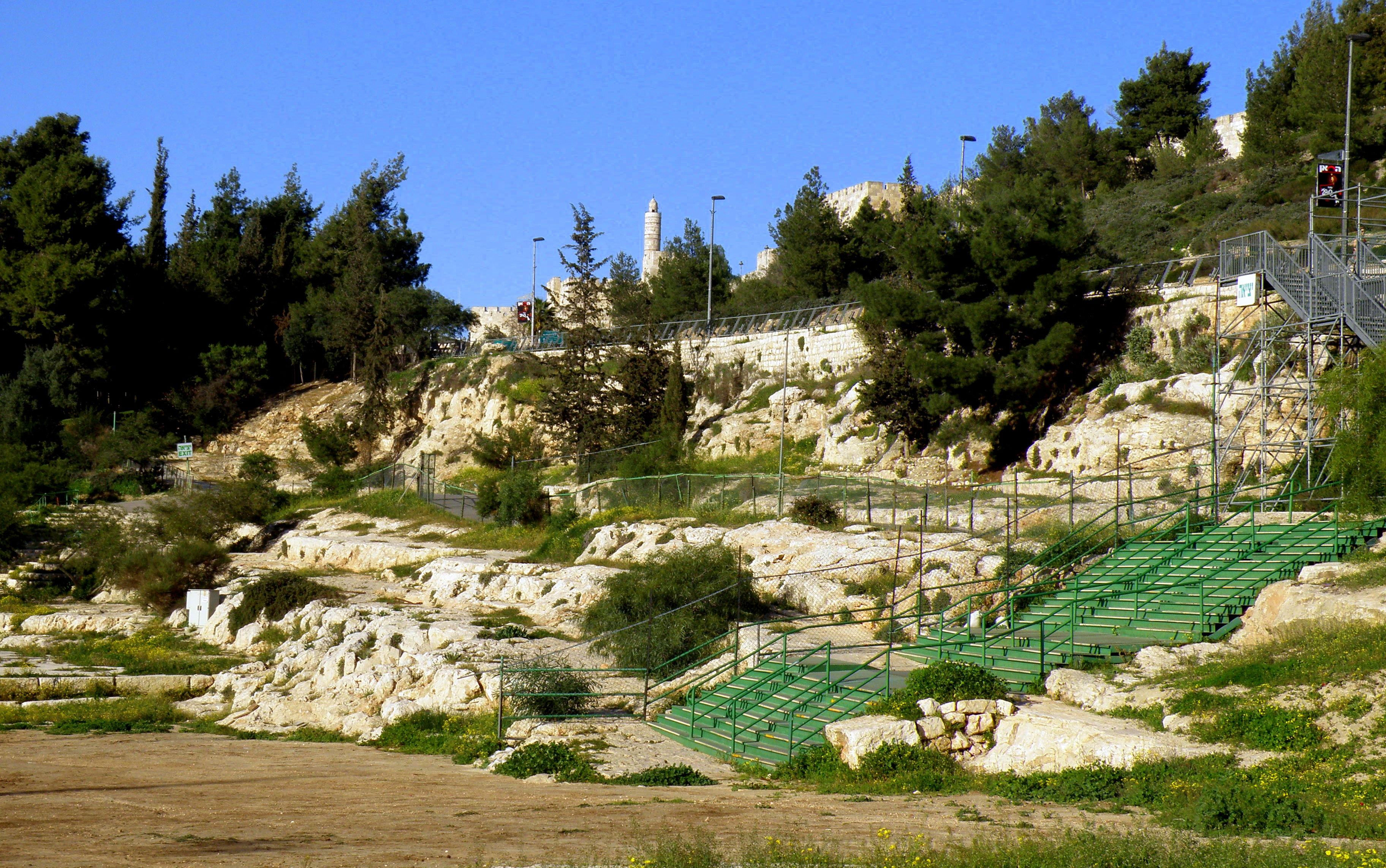
Piscina del Sultà
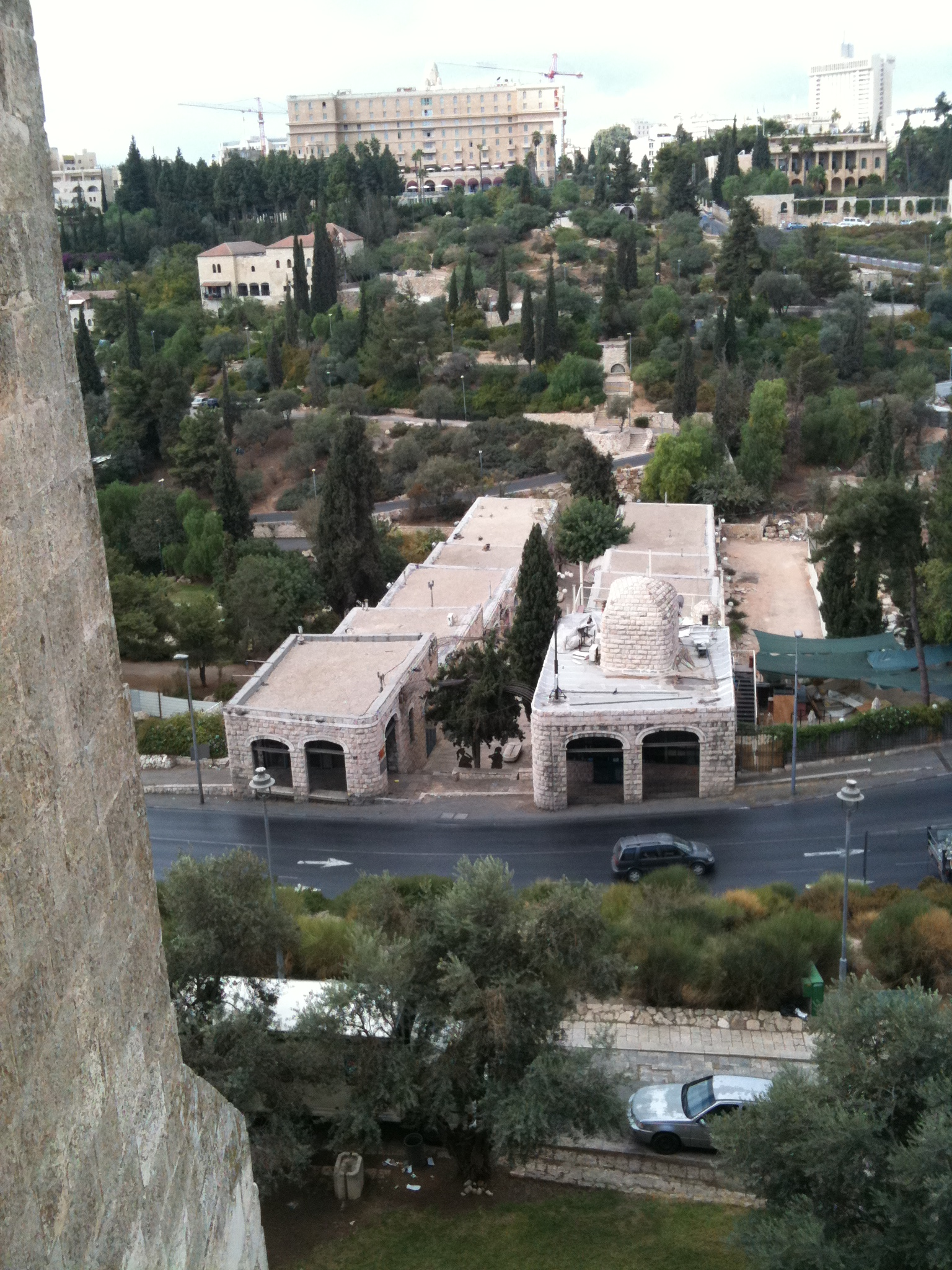
Hutzot Hayotzer Arts Center
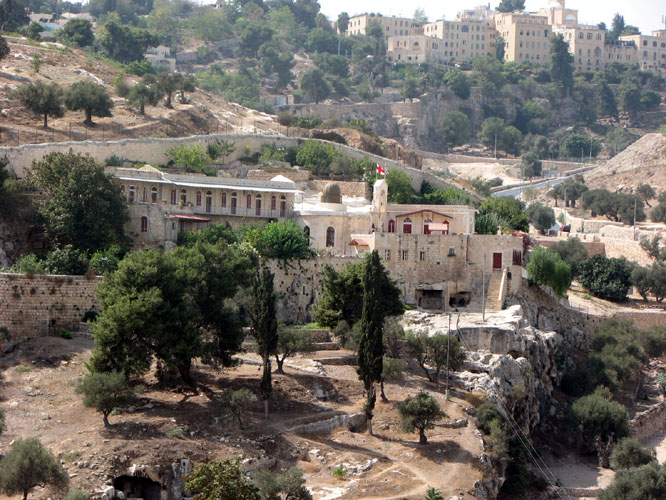
Monestir Aceldama
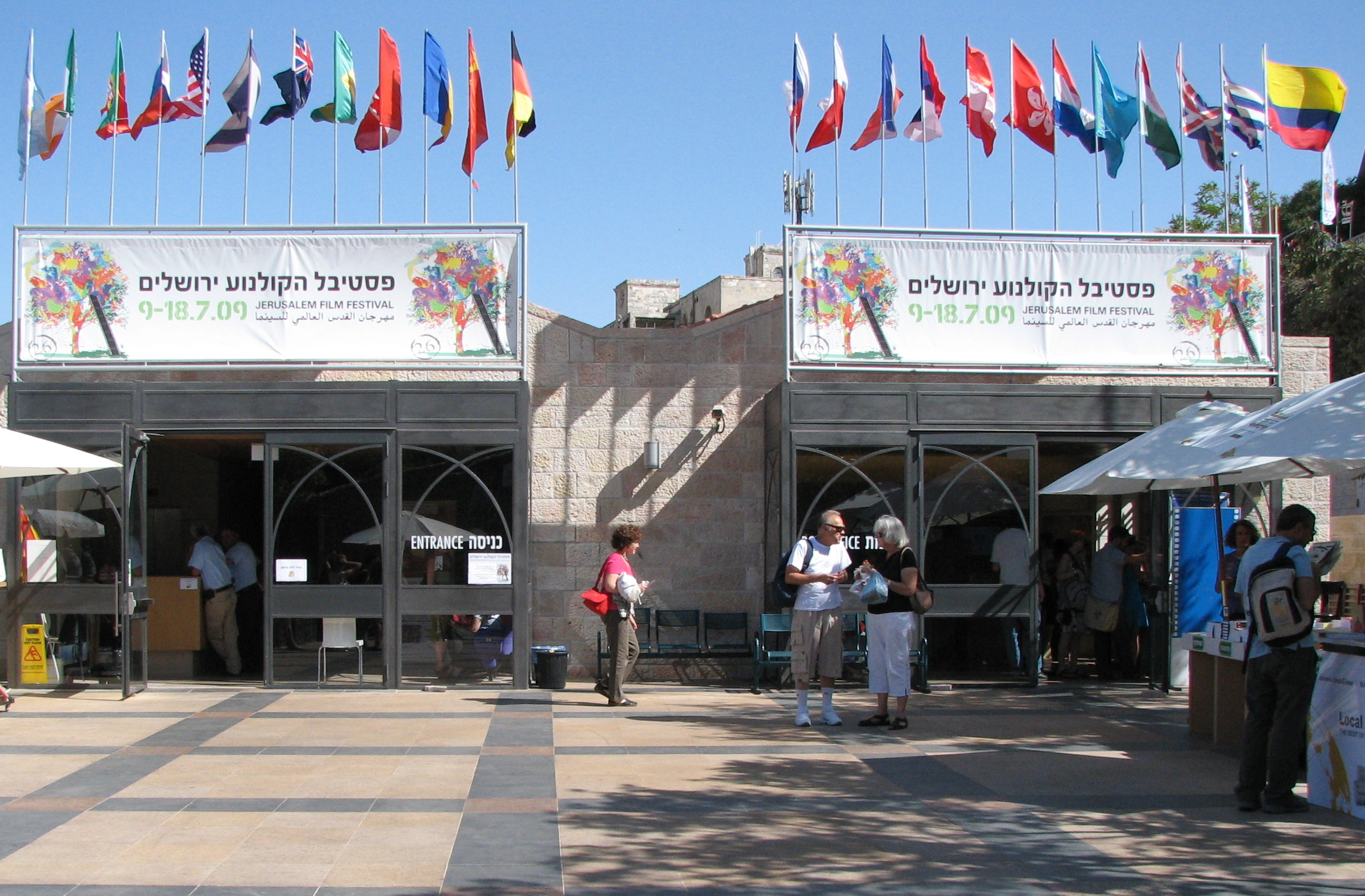
Cinemateca de Jerusalem